# 정보화사회실천연합
정보화사회실천연합(약칭: 정실련)은 대한민국의 시민 단체로, 개인정보보호와 정보화분야에서 활동하는 단체이다.

## 주요 활동
2011년 개인정보보호법이 시행된 이후 개인정보의 실효성있는 보호를 위하여 활동하고 있으며, 파행적으로 수행되는 공공정보화의 정상화 및 소프트웨어 생태계의 다양성 확보를 위하여 선언적 활동에서 벗어나 작은 실전을 통하여 실질적인 변화를 추구하고 있다.

2013년 2월 통신사의 "휴대폰 소액결제 서비스"가 결제대행업체의 개인정보 보호 미흡으로 인하여 이용자 피해에 대한 심각성을 알려 스미싱(Smishing)피해를 줄이는데 역할을 하였다.
또한 데이터 전송시 개인정보를 암호화하여 안전하게 처리되는 지를 확인 할 수 있도록 브라우저에 "자물통" 표시가 나타나도록 하는 "안심식별표시" 캠페인(Campaign)을 펼치고있다.

## 연혁
- 2017년 8월 국제적인 다자간협의체 열린정부파트너십(Open Government Partnership : OGP)의 민간위원

- 2015년 12월 사단법인 등록

- 2012년 8월 출범